# Sarklamp
Sarklamp är en sjö i Sunne kommun och Torsby kommun i Värmland och ingår i Göta älvs huvudavrinningsområde. Sjön har en area på 0,154 kvadratkilometer och ligger 338,3 meter över havet.

## Delavrinningsområde
Sarklamp ingår i det delavrinningsområde (666083-132224) som SMHI kallar för Utloppet av Tvällen. Medelhöjden är 300 meter över havet och ytan är 23,34 kvadratkilometer. Det finns inga avrinningsområden uppströms utan avrinningsområdet är högsta punkten. Granån (Pyntbäcken) som avvattnar avrinningsområdet har biflödesordning 4, vilket innebär att vattnet flödar genom totalt 4 vattendrag innan det når havet efter 363 kilometer. Avrinningsområdet består mestadels av skog (77 procent) och sankmarker (13 procent). Avrinningsområdet har 0,98 kvadratkilometer vattenytor vilket ger det en sjöprocent på 4,2 procent.